# باکدلبونگ
باکدلبونگ (به لاتین: Bakdalbong) یک کوه و قله در کره جنوبی است که در کره جنوبی واقع شده‌است. باکدلبونگ ۸۱۰ متر بالاتر از سطح دریا واقع شده‌است.